# Робертсон, Беверли
Беверли Холкомб Робертсон (Beverly Holcombe Robertson) (5 июня 1827 – 12 декабря 1910) — американский кавалерийский офицер, который служил в армии США на западном фронтире, а впоследствии был генералом армии Конфедерации во время гражданской войны. Джон Мосби считал его главным виновником неудачи геттисбергской кампании генерала Ли.

## Ранние годы
Робертсон родился на плантации в округе Амилия, штат Вирджиния. Он поступил в академию Вест-Пойнт и окончил её в 1849 году. Он был определен в 2-й драгунский полк в звании второго лейтенанта, затем окончил кавалерийскую школу в карлайлских казармах. Затем служил на различных участках фронтира: в Нью-Мексико, Канзасе и Небраске, сражаясь с апачами и сиу. Перейдя в 5 кавалерийский, Робертсон получил звание первого лейтенанта. В марте 1861 года его повысили до капитана, но затем ему предложили звание капитана в армии Конфедерации.

## Гражданская война
В августе 1861 года его избрали полковником 4-го вирджинского кавалерийского полка, и в том звании он участвовал в кампании в долине Шенандоа. 9 июня 1862 года он получил звание бригадного генерала.
25 июля генерал Ли присвоил Джебу Стюарту звание генерал-майора, а 28 июня реорганизовал кавалерию, сформировав кавалерийскую дивизию. Ее бригады возглавляли Фицхью Ли и Уэйд Хэмптон, а кроме того, в дивизию включили бывшую бригаду Тернера Эшби. Стюарт хотел, чтобы бригаду возглавил Фицхью Ли, но президент Дэвис назначил командиром Робертсона. У Стюарта сложилось негативное мнение о Робертсоне, которого он назвал "одним из самых проблемных людей, что ему известны". Бригада Робертсона находилась в северной Вирджинии при Томасе Джексоне, который так же был недоволен тем, что Робертсон не может эффективно вести разведку. Генерал Ли отправил Стюарта в Гордонсвилл, чтобы помочь Джексону и проинспектировать бригаду Робертсона. Стюарт прибыл в Гордонсвилл 10 августа, а 13 августа составил отчёт об инспекции. Он писал, что Робертсон несомненно хорош в тренировке и наведении дисциплины, но ему не хватает некоторых способностей и он непригоден, например, к пикетной службе. По этой причине Стюарт советовал перевести его куда-нибудь в другое место.
В августе Робертсон принял участие во втором сражении при Булл-Ран. 
5 сентября Ли принял решение о вторжении в Мериленд. В тот же день он встретился в Лисберге со Стюартом и дал ему соответствующие инструкции. Вероятно, тогда же по просьбе Стюарта (или под влиянием жалобы Джексона) Ли сместил Робертсона с должности командира бригады, временно передав ее Томасу Манфорду. Робертсон был отправлен в Северную Каролину для набора и тренировки кавалерийских полков. 
В марте 1862 году участвовал в сражении при Нью-Берне.
Во время геттисбергской кампании он командовал бригадой, состоящей из двух северокаролинских полков и его бригада использовалась в основном для разведки. В битве у станции Бренди его бригада не смогла задержать наступление федеральной кавалерии с юго-востока. Через несколько дней Робертсон участвовал в столкновениях с федеральной кавалерией у Миддлберга и Аппервиля. У Аппервиля его бригада сначала была обращена в бегство атакой федерального генерала Килпатрика, но несколько позже хорошо проявила себя в бою у Траппе-Роуд.
25 июня Джеб Стюарт отправился в рейд вокруг Потомакской армии, оставив при армии две кавалерийские бригады — Робертсона и Уильяма Джонса. Стюарт не доверял способностям Робертсона, однако в отсутствие Стюарта Робетсон оставался старшим по званию кавалерийским офицером.
24 июня Робертсон получил от Стюарта приказ, где говорилось, в частности:

ГЕНЕРАЛ: ваша собственная и генерала Джонса бригады должны прикрывать проходы Эшби и Сникерс-Гэп, под вашим лично командованием. Ваша цель — следить за противником, дезинформировать его согласно нашему плану, и беспокоить его тылы если он начнет отступать. Будьте всегда настороже; пусть ничто не ускользнет от вашего внимания, и не упускайте возможность нанести урон противнику. Когда противник уйдет из зоны досягаемости, оставьте в горах достаточной силы пикеты, уйдите на западную сторону Шенандоа, разместите сильные пикеты для наблюдения за Харперс-Ферри, перейдите Потомак и следуйте за армией, держась в её тылу и на правом фланге. /…/
Оригинальный текст (англ.)– GENERAL: Your own and General Jones' brigades will cover the front of Ashby's and Snicker's Gaps, yourself, as senior officer, being in command. Your object will be to watch the enemy; deceive him as to our designs, and harass his rear if you find he is retiring. Be always on the alert; let nothing escape your observation, and miss no opportunity which offers to damage the enemy. After the enemy has moved beyond your reach, leave sufficient pickets in the mountains, withdraw to the west side of the Shenandoah, place a strong and reliable picket to watch the enemy at Harper's Ferry, cross the Potomac, and follow the army, keeping on its right and rear. /.../ 
— STUART'S RIDE: LEE, STUART, AND THE CONFEDERATE CAVALRY IN THE GETTYSBURG CAMPAIGN
Кавалеристы Робертсона не смогли вовремя узнать о начале наступления Потомакской армии на север и не смогли обеспечить разведку во время наступления армии Ли в Пеннсильвании, что привело в итоге к неудаче под Геттисбергом. 27 и 28 июня генерал Ли находился в Чамберсберге, не имея связи со Стюартом, не имея донесений от Робертсона и даже не зная о его местонахождении.
Бригада шла в арьергарде армии, только 1 июля перешла Потомак и только 3 июля прибыла в Кэштаун. 4 июля она была задействована в прикрытии левого фланга Северовирджинской армии.
Джон Мосби считал, что именно Робертсон виновен в неудачном исходе кампании.